# Abdelmadzsíd Setálí
Abdelmadzsíd Setálí (arabul: عبد المجيد الشتالي); Szúsza, 1939. július 4. –) tunéziai válogatott labdarúgó, edző. 

## Pályafutása

### Klubcsapatban
1957 és 1968 között az Étoile du Sahel csapatában játszott, melynek színeiben három alkalommal nyerte meg a tunéziai bajnokságot. 

### A válogatottban
1959 és 1965 között 70 alkalommal szerepelt a tunéziai válogatottban és 4 gólt szerzett. Részt vett az 1960. évi nyári olimpiai játékokon, illetve az 1962-es, az 1963-as és az 1965-ös Afrikai nemzetek kupáján.

### Edzőként
1970 és 1975 között az Étoile du Sahel vezetőedzője volt. 1975 és 1978 között a tunéziai válogatott szövetségi kapitányaként dolgozott és története során először kijuttatta a nemzeti csapatot a világbajnokságra 1978-ban. Az első afrikai edző, akinek sikerült világbajnoki mérkőzést nyernie. 1979 és 1980 között az Egyesült arab emírségekbeli El-Ajn FC csapatát irányította.

## Sikerei, díjai

### Játékosként
Étoile du Sahel
- Tunéziai bajnok (3): 1957–58, 1962–63, 1965–66

Tunézia
- Afrikai nemzetek kupája döntős (1): 1965
- Arab nemzetek kupája (1): 1963

### Edzőként
Étoile du Sahel
- Tunéziai bajnok (1): 1971–72
- CAF-bajnokok ligája döntős (1): 2004